# 리카오니아
리카오니아(그리스어: Λυκαονία, Lycaonia)는 고대 아나톨리아 내부의 타우루스산맥 북부 지역이다. 동쪽으로는 카파도키아, 북쪽으로는 갈라티아, 서쪽으로는 프리기아와 피시디아와 경계한다. 남쪽으로는 라카오니아 남부에 위치한 타우루스산맥이 킬리키아와 경계하였다. 그러나 라카오니아의 경계가 항상 이와 같지는 않았고 시대에 따라 크게 달랐다. 라카오니아라는 이름은 헤로도토스의 《역사》에는 언급되지 않았지만, 크세노폰의 기록에서는 페르시아의 키루스 2세가 라카오니아를 지나갔다고 말하고 있다.
한편 클라우디오스 프톨레마이오스는 리카오니아를 카파도키아 지방의 일부로 보았다. 리카오니아와 카파토키아는 로마의 행정 상 서로 밀접히 관련되어 있었다. 그렇기는 하나 이 두 지역은 명백히 서로 다른 지역으로 보는 것이 타당하다. 클라우디오스 프톨레마이오스의 견해와는 달리 스트라보와 크세노폰 및 이 분야의 권위자들은 이 두 지역을 서로 다른 지역으로 구분하였다.